# 蕭子真
蕭 子真（しょう ししん、476年 - 494年）は、南朝斉の皇族。建安王。武帝蕭賾の九男。字は雲仙。

## 経歴
蕭賾と周淑儀のあいだの子として生まれた。建元4年（482年）、武帝が即位すると、子真は建安王に封じられた。永明4年（486年）、輔国将軍・南琅邪彭城二郡太守となった。永明5年（487年）、持節・都督南豫司二州諸軍事・冠軍将軍・南豫州刺史に転じ、宣城郡太守を兼ねた。南中郎将に進んだ。永明6年（488年）、郡太守の兼任を解くよう上表した。永明7年（489年）、右将軍に進み、丹陽尹に転じた。左衛将軍の号を受けた。8月、中護軍となった。12月、持節・都督郢司二州諸軍事・平西将軍・郢州刺史として出向した。永明10年（492年）、蕭昭業が即位すると、子真は安西将軍に進んだ。隆昌元年（494年）、散騎常侍・護軍将軍となった。
同年（延興元年）、鎮軍将軍に転じた。10月、宣城王蕭鸞の命により殺害された。享年は19。

## 伝記資料
- 『南斉書』巻40 列伝第21
- 『南史』巻44 列伝第34